# Převážně neškodná
Převážně neškodná (v originále Mostly Harmless) je kniha Douglase Adamse, pátá v sérii Stopařův průvodce po Galaxii. Na obálce prvních vydání byla popsána jako “pátá kniha ve značně nepřesně pojmenované sérii Hitchhikers Trilogy”. Byla to poslední stopařská kniha napsaná Adamsem a zároveň poslední kniha, kterou vydal za svého života.

## Název
Název je odvozený z vtipu ze začátku série, kdy Arthur Dent zjistí, že heslo pro Zemi v Stopařově průvodci po Galaxii sestává, v jeho celistvosti, jen ze slova „neškodná”. Jeho přítel Ford Prefect, přispěvatel do Průvodce, ho ujišťuje, že příští vydání bude obsahovat článek o Zemi, na které Ford strávil posledních 15 let výzkumem. Revidovaný článek nakonec obsahuje jen „převážně neškodná”. Později se ale ukáže, že Ford napsal dlouhou esej o tom, jak se bavit na Zemi, ale redaktoři v hlavní kancelářské budově průvodce vše odstranili. Později v sérii je Ford překvapen, když zjistí, že všechny jeho příspěvky byly vráceny zpět do Průvodce, díky čemuž dojde v knize Sbohem a díky za všechny ryby k opětovnému setkání Forda s Arthurem na alternativní Zemi.

## Adams oPřevážně neškodná
V rozhovoru otisknutém v The Salmon of Doubt vyjádřil Adams nespokojenost s tónem této knihy, který zavinily jeho osobní problémy, slovy: „Ze všech možných osobních důvodů, které nechci hlouběji rozebírat, jsem měl naprosto nešťastný rok a za těchto podmínek jsem se snažil napsat knihu. A hádejte co, byla to ponurá kniha!”

## Děj
Arthur Dent plánuje, že se vydá přes Galaxii se svou přítelkyní Fenchurch, ale přítelkyně zmizí během hyperprostorového skoku, což je důsledek toho, že je z nestabilního sektoru Galaxie. V depresi Arthur pokračuje v cestování galaxií, dokud nenavštíví Stavromula Beta. Během jedné cesty skončí uvíznutý na planetě Lamuella a rozhodne se zůstat pro místní obyvatele výrobcem sendvičů.
Mezitím se Ford Prefect vrátil do kanceláří Stopařova průvodce a je naštvaný, když zjistí, že původní nakladatelství Megadodo Publications převzala společnost InfiniDim Enterprises, kterou provozují Vogoni. Obává se o svůj život a uniká z budovy. Krade dosud nepublikovaný, zdánlivě Stopařova průvodce Mk. II.
Na Lamuelle je Arthur překvapen vzhledem Trillian s dospívající dcerou Čirou Dent. Trillian vysvětluje, že chce dítě, a mohla použít jedinou lidskou DNA, kterou mohla najít, a tvrdila, že Arthur je Čiřin otec. Opustí Čiru s Arthurem, aby mohla lépe pokračovat ve své kariéře jako intergalaktický reportér. Čira je frustrovaná Arthurem a životem na Lamuelle; když přijde Fordův balíček Arthurovi, vezme si ho a objeví Průvodce. Průvodce jí pomáhá uniknout z planety na Fordově lodi poté, co Ford dorazí na planetu a hledá Arthura. Ford vyjadřuje znepokojení nad manipulací událostí s Průvodcem, přičemž si všímá svého „nefiltrovaného vnímání“ a obává se jeho potenciálu a konečného cíle.
Reportér Tricia McMillanová je verze Trillian žijící na alternativní Zemi, která nikdy nepřijala nabídku Zaphoda Beeblebroxe na cestování ve vesmíru. Je oslovena mimozemským druhem, Grebulons, kteří vytvořili základnu operací na planetě Rupert, nedávno objevené desáté planetě ve Sluneční soustavě. Nicméně, kvůli škodě na jejich lodi při příletu, ztratili většinu z jejich počítačového jádra a jejich vzpomínek. Zůstali jen s jediným záchranným návodem pozorovat něco zajímavého se Zemí. Ptají se Tricie jak přizpůsobit astrologické grafy pro Rupert výměnou za to, že jí umožní rozhovor s nimi. Tricia vede rozhovor, ale výsledné záběry vypadají falešně. Je zavolána ze střižny, aby podala zprávu o přistání kosmické lodi uprostřed Londýna.
Když přijde Tricia, Čira opouští loď. Čira křičí na Tricii, která věří, že je její matka. Arthur, Ford a Trillian přijdou a pomohou Tricii uklidnit Čiru. Odvedou ji z chaosu obklopujícího kosmickou loď a vezmou ji do baru. Trillian se snaží varovat skupinu, že se Grebuloni, kteří se nudili z jejich poslání, chystají zničit Zemi. Čira tuto diskusi narušuje tím, že si hraje s laserovou zbraní, kterou vzala z lodi. Arthur, který stále věří, že nemůže zemřít, se snaží uklidnit Čiřiny nervy, ale rozptýlení způsobí, že zbraň vystřelí a způsobí paniku v baru. Arthur přichází k člověku zasaženému laserem, který upustí kartu s názvem baru – Stavro Mueller - Beta. Arthur v tomto obratu událostí zažívá „ohromný pocit míru“.
Grebulonové, kteří zjistili, že odstranění Země z astrologických grafů zlepší jejich horoskopy, ji zničí. Vogoni navrhli Průvodce Mk. II se schopností vidět potenciální výsledek jakékoliv události, která mu umožní zajistit, aby byla zničena každá verze Země ve všech realitách. Mise je dokončena a průvodce se zhroutí do nicoty.

## Recenze
Na rozdíl od předchozích knih v sérii obdržela Převážně neškodná smíšené recenze, které zaznamenaly její tmavší tón. Nicholas Lezard v The Guardian napsal: „Pochybuji, že existuje vtipné sci-fi dílo pochmurnější než Převážně neškodná“. The Independent uzavřel: “ Převážně neškodná má všechen vtip a vynalézavost Douglase Adamse, ačkoli jeho volná zakončení spolu nejsou svázaná natolik komplexně jako v předchozích stopařských knihách”.